# 上坪駅 (咸鏡南道)
上坪駅（サンピョンえき、朝鮮語: 상평역）は、朝鮮民主主義人民共和国 咸鏡南道長津郡にある駅で、長津線に属する。 

## 隣の駅
長津線
富盛駅 - 上坪駅 - 長津駅